# ستيفن لي (لاعب سنوكر)
ستيفن لي (بالإنجليزية: Stephen Lee)‏ هو لاعب سنوكر بريطاني، ولد في 12 أكتوبر 1974 في تروبريدج في المملكة المتحدة.

## روابط خارجية
- ستيفن لي على موقع CueTracker.net (الإنجليزية)
- ستيفن لي على موقع اللجنة الأولمبية الصينية (الإنجليزية)